# Blín bílý
Blín bílý (Hyoscyamus albus) je jedovatá bylina z čeledi lilkovité. Vyskytuje se v oblasti Středomoří.

## Popis
Blín bílý je 20–30 cm vysoká je jednoletá až víceletá bylina s chlupatou lodyhou. Listy rostoucí v přízemní růžici brzy mizí, listy na lodyze jsou střídavé, řapíkaté a vejčité, s zubatým až vykrajovaným okrajem. Rostlina kvete od března do září světle žlutými květy s purpurovou skvrnou ve středu, jsou uspořádány ve vijanech a mají nálevkovitou korunu.

## Areál rozšíření
Blín bílý je rozšířen ve Středomoří, od Kanárských ostrovů po Irák. Byl zavlečen i do některých států na východě USA. Roste především na skalách a sutích, často v dosahu příboje a na stanovištích ovlivněných člověkem.

## Využití
Všechny části rostliny, především však listy a semena, jsou využitelné jako sedativum (zejména bolesti způsobené močovými kameny) a také jako halucinogen, kvůli obsahu alkaloidu atropin. Jeho utišující a spazmolytické účinky jsou užitečné při léčbě raných příznaků Parkinsonovy choroby. Je považován za lepší pro vnitřní užití než blín černý, který je užíván zevně. Listy se sklízí, když je rostlina v plném květu, a jsou sušeny pro pozdější využití. Vzhledem k silné jedovatosti by měl být užíván jen pod dohledem lékaře a s velkou opatrností.
Dále se využívá na léčbu astmatu, černého kašle, nevolnosti, Meniérova syndromu, třesu při senilitě či ochrnutí a jako předoperační lék. Zevně se využívá ve formě oleje na zmírnění bolestivých stavů jako neuralgie, zubních a revmatických bolestí. Semena jsou užívána při léčbě astmatu, kašle, epilepsie, bolesti svalů a bolesti zubů.[zdroj?]

## Lidová kultura
V antickém Řecku byl blín bílý zasvěcen bohu Apollónovi a nazýván hyoskiamos ("sviní bob") nebo pitonionca ("dračí rostlina"). Římany byl nazýván apollinaris, symfoniaca nebo insanin („vyvolávající šílenství“), Galy bellinotem („bylina Belena“).
Pro své psychoaktivní účinky byl používán jako divinační prostředek, prostřednictvím vdechování dýmu z byliny nebo jejích semen. Dále byl oblíbeným afrodisiakem a thessálské čarodějnice ho používali do nápojů lásky.
Už od starověku byl také užíván jako léčivá rostlina, především v podobě masti. Léčili se jím například bolesti plic, jater nebo zubů.